# Yang Seung-jo

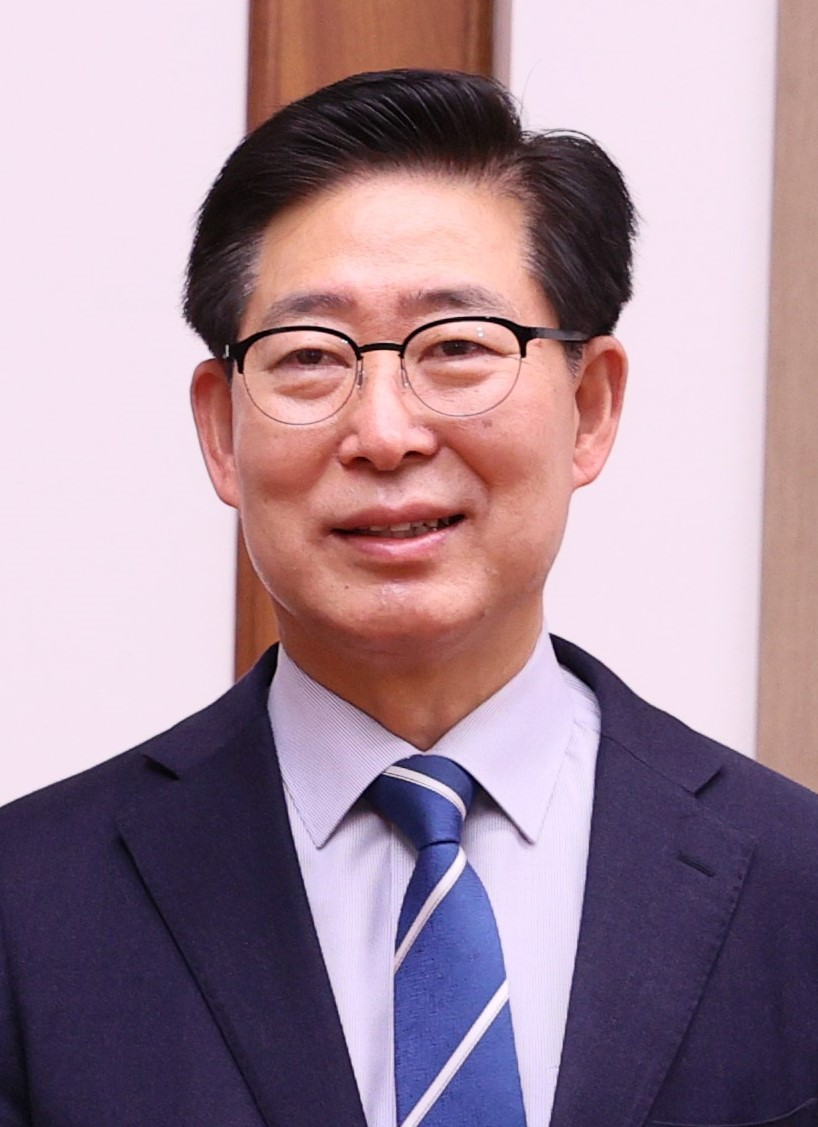
Yang Seung-jo (November 2020)

Yang Seung-jo (* 21. März 1959 in Cheonan, Chungcheongnam-do) ist ein südkoreanischer Politiker der Deobureo-minju-Partei, der seit Juli 2018 als Gouverneur der Provinz Chungcheongnam-do amtierte.

## Werdegang
Vor seinem Gang in die Politik war Yang als Anwalt tätig. Zwischen 2004 und 2018 vertrat er seine Heimatstadt Cheonan in der Gukhoe.
Im Mai 2021 verkündete Choi sich in der Vorwahl seiner Partei für die Nominierung zur Präsidentschaftswahl in Südkorea 2022 bewerben zu wollen. Die Deobureo-Minju-Partei verringerte jedoch am 11. Juli ihr Kandidatenfeld auf sechs Bewerber und neben Choi Moon-soon musste auch Yang seine Kampagne aufgeben. Hätte Lee Nak-yon die Vorwahl gewonnen, wäre Yang als möglicher Kandidat für den Posten des Premierminister der Republik Korea gehandelt worden. Lee versprach einen Politiker aus den Chungcheong-Provinzen zu ernennen.